# Concerto para piano e orquestra n.º 3 (Tchaikovski)
O Concerto para piano e orquestra n.º 3 em Mi bemol maior, op. 75, foi escrito pelo compositor Piotr Ilitch Tchaikovski entre maio e outubro de 1893.
Foi intensamente baseado na sinfonia que abandonara. Apenas o primeiro movimento ficou pronto, sendo que os restantes estavam incompletos quando de sua morte. Foram concluídos por Sergei Taneyev como peça à parte, o Andante e finale para piano e orquestra.
O primeiro movimento teve sua estreia em São Petersburgo, Rússia, dia 19 de janeiro de 1895, regida por Eduard Nápravník e com Sergei Taneyev no piano. O Andante e finale foi executado pela primeira vez na mesma cidade, em 20 de fevereiro de 1896, conduzido por Felix Blumenfeld e novamente executado por Taneyev. Tchaikovski dedicou seu terceiro concerto para piano a Louis Diémer.
Tchaikovski também escreveu um arranjo para dois pianos entre setembro e outubro de 1893.

## Movimentos
1. Allegro brillante
2. Andante
3. Finale — Allegro maestoso

## Instrumentação

### Solista
- Piano

### Madeiras
- 1 piccolo
- 3 flautas
- 2 oboés
- 2 clarinetes (em Si bemol)
- 2 fagotes

### Metais
- 4 trompas (em Fá)
- 2 trompetes (em Si bemol)
- 3 trombones
- 1 tuba

### Percussão
- Tímpano
- Caixa clara
- Pratos

### Cordas
- Violinos I
- Violinos II
- Violas
- Violoncelos
- Contrabaixos

## Duração
- Primeiro movimento: 20 minutos.
- Completo: 40 minutos.